# 入江伸明
入江 伸明（いりえ のぶあき、1934年（昭和9年）12月3日 - 2008年（平成20年）2月18日）は、日本の実業家。

## 経歴
福岡県北九州市八幡東区出身。1953年（昭和28年）福岡県立小倉高等学校卒業。早稲田大学卒業後、三井信託銀行（現・三井住友信託銀行）入行。
1961年（昭和36年）1月帰郷後、家業である入江興産（現社名・アステック入江）入社・常務取締役就任、1975年（昭和50年）9月代表取締役社長に就任。2005年（平成17年）10月には代表取締役会長に就任した。また、2005年（平成17年）6月～2007年（平成19年）6月の間、高田工業所社外監査役を務めた。
1999年（平成11年）4月、西日本工業大学理事長就任、2006年（平成18年）4月1日より九州歯科大学経営協議会学外委員を務めた。
また、北九州活性化協議会（KPEC）理事長および北九州商工会議所副会頭を務めた。2006年（平成18年）4月13日、財団法人九州・山口地域経済貢献者顕彰財団より、第33回経営者賞受賞。2008年（平成20年）2月18日、慢性腎不全のため73歳にて死去。